# Universidade de Tecnologia de Sydney
A Universidade de Tecnologia de Sydney (em inglês: University of Technology Sydney) é uma universidade localizada em Sydney, no estado de Nova Gales do Sul, Austrália. Foi fundada em 1988.